# Jonas Turkow

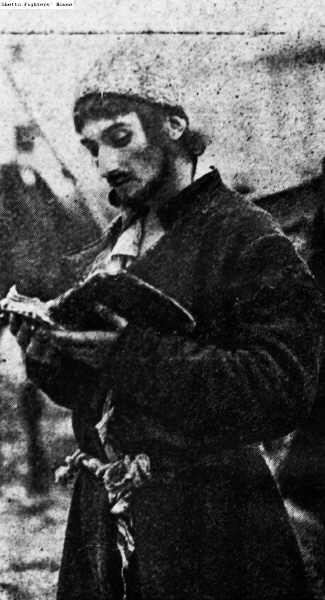
Jonas Turkow in der Hauptrolle in Der Lamedwownik (1925)

Jonas Turkow (jiddisch יאנאס טורקאוו; geboren 1898 in Warschau, Russisches Kaiserreich; gestorben 1988 in Tel Aviv) war ein jüdisch-polnischer Theaterleiter, Regisseur und Schauspieler. Er überlebte das Warschauer Ghetto und schrieb darüber einige Bücher.

## Leben

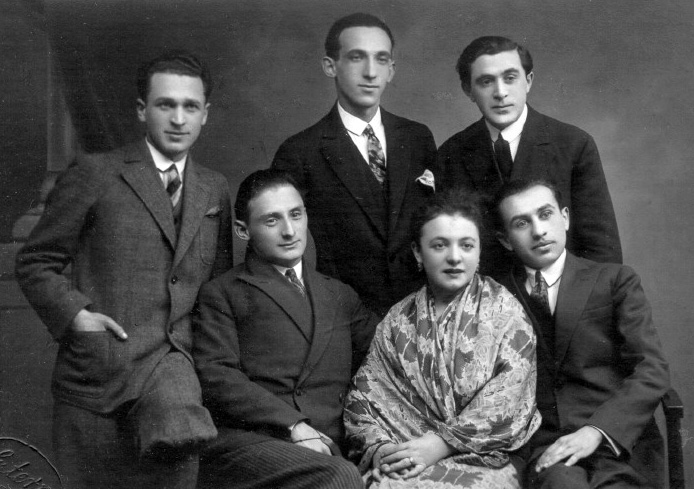
Jonas Turkow mit Eltern und Brüdern (1928)

Jonas wurde 1898 in einer jüdischen Familie in Warschau geboren. 1916 gründete er mit seinem Bruder Zygmunt ein jiddisches Theater. Danach spielte er im Gebrüder-Herrnfeld-Theater in Berlin und seit 1917 im Theater von Esther Rachel Kamińska in Warschau.
Seit 1921 tourte mit einem eigenen jiddischen Theater durch Polen. 1923 heiratete er die Schauspielerin Diana Blumenfeld. Seit 1924 spielte er in verschiedenen Filmen. 1926 übernahm er die Leitung des Jiddischen Theaters in Kraków, in den 30er Jahren leitete er das Kleinkunst-Varieté-Theater in Kaunas in Litauen.
1940 kam er ins Warschauer Ghetto, danach kämpfte er im polnischen Untergrund. 1947 wanderte er in die USA aus, 1966 nach Israel. 1988 starb er in Tel Aviv.
Turkow veröffentlichte einige Bücher über sein Leben und die Zeit der deutschen Besetzung Polens. Er ermittelte 18 Fälle von Kollaboration von Juden mit den Deutschen. Er unterstützte Überlebende der Shoa lange Zeit sehr intensiv.
Wiera Gran bezichtigte ihn 1980 in ihrer Autobiographie der Kollaboration mit der deutschen Besatzungsmacht.

## Filmografie
- 1924: Kties Chaf (Schauspieler)
- 1925: Der Lamedwownik (Schauspieler, Hauptrolle)
- 1928: Huragan (Schauspieler)
- 1929: In pojlisze welder (Regie)
- 1934: Młody las (Schauspieler)
- 1937: Der Purimszpiler (Schauspieler)

## Buchtitel
- Azoi iz es Geven, Buenos Aires, 1948[2]
- In Kamf farn Lebn, Buenos Aires, 1949
- Farloshene shtern, 1953
- Nokh der befrayung – zikhroynes, Buenos Aires 1959
- Teater un Konsertn in die Getos un Konstentratsye Lagern, in: Yidisher Teater in Yirope…Poilen, New York: Knight Publishing, 1968
- O levante do gueto de Varsovia, São Paulo: Federação Israelita do Estado de São Paulo, 1975, urspr. Mifaley Tarbut ve-Hinukh Tel Aviv 1969
- C'était ainsi. 1939-1943 la vie dans le ghetto de Varsovie, Paris: Austral, 1995 (Ionas Turkov)